# يزيد بن مجالد الفزاري
يزيد بن مجالد الفزاري. شاعر جاهلي من قبيلة ذبيان، لم يعش حتى الإسلام على الأغلب. له شعر في كتاب شعراء قبيلة ذبيان في الجاهلية، وهو المصدر الوحيد عنه.